# Рижки залив
Рижкият залив (на латвийски: Rīgas jūras līcis; на естонски: Liivi laht) е третият по големина залив на Балтийско море, разположен в източната му част, поделен териториално между Естония и Латвия. Името си носи от латвийската столица Рига, която е разположена в най-южната му част. От северозапад е затворен от Моонзунския архипелаг, а с Балтийско море се свързва чрез протоците Ирбенски, Сурвяйн и Вяйкевяйн.

## Физико-географска характеристика
Рижкият залив се вдава в сушата на 174 km, ширина на входа (между остров Сааремаа и континента) 27 km. Бреговете му са предимно низинни и песъчливи. Средна дълбочина 26 m, максимална 54 m Температурата на водата през лятото достига 18 °C, а зимата се колебае около 0 – 1 °C, поради което от декември до април се заледява. Най-голямата измерена дебелина на леда е през зимата на 1941 – 42 г., когато е измерен пласт с дебелина 90 cm. Солеността варира от 3,5 до 6‰. В него има ясно изразено морско течение, движещо се обратно на часовниковата стрелка със средна скорост 8 cm/s. В залива се вливат реките Западна Двина, Пярну, Лиелупе, Гауя и други. В централната му част е разположен остров Рухну, а в североизточната – остров Кихту (двата са на територията на Естония). По крайбрежието му са разположени множество населени места, в т.ч. столицата на Латвия град Рига, латвийските градове Юрмала, Салацгрива, Саулкрасти и Айнажи и естонските Пярну и Куресааре (последния на остров Сааремаа).

## История
- През Първата световна война са проведени отбрана на Рижкия залив (1915 г.) и операция „Албион“ (Моонзундско сражение) (1917 г.)
- През Втората световна война са проведени Моонзундска отбранителна операция (1941 г.) и Моозундска десантна операция (1944 г.)